# Fsck
fsck(エフエスシーケー、file system checkあるいはfile system consistency check)とはUNIX系オペレーティングシステム (OS)でファイルシステムの一貫性を調査するためのツールである。
fsckは、OSがクラッシュするなどで正常にシャットダウンしなかった後に再起動すると自動的に実行される。
fsckには多くの場合、対話的に対応方法を聞きながら発見した問題を修復する機能も備わっている。
また、fsckは問題があるファイルシステムに対して管理者が手動で実行することもできる。
ただし，ファイルを破壊してしまう危険性もあるため、障害が発生した場合（特に論理障害である場合）は、可能な限りデータのバックアップを実施した上で行うことが重要である。